# Тэгэвахаро Миядзаки
«Тэгэвахаро Миядзаки» (яп. テゲバジャーロ宮崎 Тегебаджаро Миядзаки, исп. Tegevajaro Miyazaki) — японский футбольный клуб из города Миядзаки, префектуры Миядзаки. С 2021 года выступает в Джей-лиге 3.

## Достижения
- Кюсю Лига Соккер — чемпионы: 2017 (1).
- Японская футбольная лига — вице-чемпионы: 2020 (1)
- Джей-лига 3 — бронзовые призеры: 2021 (1).
- Всеяпонский чемпионат по футболу среди взрослых — 2-й раунд (2017, 1)
- Кубок Императора — 2-й раунд (2018, 1).

## История
«Тэгэвахаро Миядзаки» стремился присоединиться к Джей-лиге; сначала они нацелились на Лигу Джей 3 в сезоне 2017 года, но их первой целью было попасть в Японскую футбольную лигу. Нобухиро Исидзаки был выбран в 2017 году тренером клуба, в то время как бывшие игроки Высшей лиги Ясухито Морисима и Кэйдзи Такати подписали контракт с командой.
В сезоне 2020 года «Тэгэвахаро Миядзаки» финишировал на второй позиции и впервые в истории клуба получил повышение до Джей-лиги 3 в сезоне 2021 года.